# Auguri (Gipo Farassino)
Auguri è il settimo album del cantante italiano Gipo Farassino, pubblicato il 9 novembre 1967.

## Tracce
Testi e musiche di Farassino, eccetto ove indicato.
Lato 1
1. Auguri - 1:45 (Novelli, Farassino)
2. Matilde Pellissero - 3:20 (testo: Chiosso, Farassino - musica: Moretto)
3. 'L 6 'd via Cuni - 2:55
4. Salopa - 2:15 (musica: Moretto)
5. Porta Pila - 3:45 (musica: Aznavour)
6. Vuej compreme na cassina - 2:20

Lato 2
1. Sangon Blues - 3:25 (testo: Farassino, Chiosso - musica: Simonetti)
2. Serenata ciôcatôna - 4:15
3. Côr nen va pian - 2:10
4. Campagna - 3:15
5. La mudaja - 2:00
6. Pitô e Cincillà - 2:40 (musica: Moretto)